# Love Alarm
Love Alarm, ou Signal d’Amour au Québec, (hangeul : 좋아하면 울리는; RR : Joahamyeon Ullineun) est une série télévisée sud-coréenne mettant en scène Kim So-hyun, Song Kang et Jung Ga-ram dans les rôles principaux. La série est basée sur un webcomic du même nom, publié sur Webtoon par Chon Kye-young. Elle est diffusée sur JTBC du 22 août 2019 au 12 mars 2021.

## Synopsis
Dans un monde où une application alerte les gens dès qu'ils ont des sentiments pour autrui, Kim Jojo découvre l'amour tout en faisant face à des difficultés, au centre d’un triangle amoureux, dans lequel son passé la rattrape.
Vivant avec sa tante et sa cousine depuis la mort de ses parents, elle travaille dans leur supérette et dans un restaurant tout en allant au lycée. Après la mort de ses parents, elle tente de vivre avec les dettes de sa mère, qui l’oblige à faire des sacrifices, ou encore à mentir à ses amis sur sa situation. De plus, sa grand-mère est à l’hôpital, et les traitements sont chers, ce qui complique encore plus sa situation financière.
Sa tante et sa cousine lui font vivre un enfer, que ce soit chez elles ou au lycée. Mais un beau jour, elle rencontre Hwang Sun-oh, nouvel élève au lycée qui est un célèbre mannequin dont toutes les filles raffolent, qui lui, le laisse indifférent, jusqu’à ce qu’il rencontre Kim Jojo. Malheureusement, son meilleur ami Lee Hye-yeong a jeté son dévolu sur cette belle et mystérieuse fille bien avant Hwang Sun-oh. Ne voulant pas avouer les sentiments qu’il éprouve pour Jojo à son meilleur ami, ces derniers tombent amoureux, mais avec le temps qui passe, peut-être que le choix de Kim Jojo va changer…

## Distribution

### Personnages principaux
- Kim So-hyun (VF : Clara Quilichini) : Kim Jojo
- Song Kang (VF : Victor Quilichini) : Hwang Sun-oh
- Jung Ga-ram (VF : Oscar Douieb) : Lee Hye-yeong

### Personnages secondaires
- Z-Hera (VF : Leslie Lipkins) : Kim Jang-go
- Shin Seung-ho (VF : Gabriel Bismuth-Bienaimé) : Il-sik
- Go Min-si (VF : Maryne Bertieaux) : Park Gool-mi
- Yu In-soo : Cheong Duk Gu
- Lee Jae-eung (VF : David Dos Santos) : Cheong Duk Gu
- Song Geon-hee
- Choi Joo-won
- Kim Si-eun (VF : Zina Khakhoulia) : Yuk-jo

## Production
Le rôle principal masculin a été initialement proposé à l'acteur Ahn Hyo-seop mais il a décliné l'offre.
Le 30 octobre 2019, Netflix annonce le renouvellement de la série pour une deuxième saison.

## Épisodes

### Première saison (2019)
| N° | # | Titre français            | Réalisé par | Écrit par                            | Diffusion originale |
| -- | - | ------------------------- | ----------- | ------------------------------------ | ------------------- |
| 1  | 1 | L'Éclair avant l'orage    | Lee Na-jung | Lee Ah-yeon, Seo Bo-ra & Kim Sae-bom | 22 août 2019        |
| 2  | 2 | À la merci de l'amour     | Lee Na-jung | Lee Ah-yeon, Seo Bo-ra & Kim Sae-bom | 22 août 2019        |
| 3  | 3 | Le Miracle du cœur        | Lee Na-jung | Lee Ah-yeon & Seo Bo-ra              | 22 août 2019        |
| 4  | 4 | Quelqu'un à mes côtés     | Lee Na-jung | Lee Ah-yeon & Seo Bo-ra              | 22 août 2019        |
| 5  | 5 | La gravité des sentiments | Lee Na-jung | Lee Ah-yeon & Seo Bo-ra              | 22 août 2019        |
| 6  | 6 | Confie-moi ton coeur      | Lee Na-jung | Lee Ah-yeon & Seo Bo-ra              | 22 août 2019        |
| 7  | 7 | Le grand secret           | Lee Na-jung | Lee Ah-yeon & Seo Bo-ra              | 22 août 2019        |
| 8  | 8 | Un, deux, trois, trop…    | Lee Na-jung | Lee Ah-yeon & Seo Bo-ra              | 22 août 2019        |

### Deuxième saison (2021)
| N° | #  | Titre français | Réalisé par               | Écrit par               | Diffusion originale |
| -- | -- | -------------- | ------------------------- | ----------------------- | ------------------- |
| 1  | 9  |                | Lee Na-jung & Kim Jin-woo | Lee Ah-yeon & Seo Bo-ra | 12 mars 2021        |
| 2  | 10 |                | Lee Na-jung & Kim Jin-woo | Lee Ah-yeon & Seo Bo-ra | 12 mars 2021        |
| 3  | 11 |                | Lee Na-jung & Kim Jin-woo | Lee Ah-yeon & Seo Bo-ra | 12 mars 2021        |
| 4  | 12 |                | Lee Na-jung & Kim Jin-woo | Lee Ah-yeon & Seo Bo-ra | 12 mars 2021        |
| 5  | 13 |                | Lee Na-jung & Kim Jin-woo | Lee Ah-yeon & Seo Bo-ra | 12 mars 2021        |
| 6  | 14 |                | Lee Na-jung & Kim Jin-woo | Lee Ah-yeon & Seo Bo-ra | 12 mars 2021        |